# Joan Costa i Casals
Joan Costa i Casals (10 de maig del 1882 - 11 de setembre del 1942) va ser un pianista i compositor de música lleugera català, conegut especialment per ser autor de la composició El novio de la muerte, himne oficiós de la Legió Espanyola. Signà peces amb els pseudònims Requena i E.P.Requena.

## Biografia
Estudià violí amb Mathieu Crickboom a l'acadèmia de música de la Societat Filharmònica de Barcelona, i el 1902
 rebé el segon premi de lectura a vista i un accèssit de violí als premis anuals de la institució. El 1904 es presentà a oposicions per una plaça de violinista a l'"Asociación Musical de Aficionados". El 1922 intervingué en un concert al Conservatori de l'"Ateneu d'Igualada", compartint escenari amb les figures de Mercè Plantada, Gaspar Cassadó i la Banda Municipal de Barcelona dirigida per Joan Lamote de Grignon amb el mestre Borguñó al piano. Cinc anys més tard la seva firma aparegué en un document corporatiu dels autors barcelonins.
Costa excel·lí especialment com a compositor, i específicament en el camp de la música lleugera. Encara que de vegades signava amb el seu nom, normalment ho feia amb el pseudònim Requena o E.P.Requena. Feu gran nombre de cuplets, amb lletres de diversos autors, per bé que col·laborà especialment amb Enrique Nieto de Molina i Delfí Villán i Gil. Les cantants Mercè Serós i Pilar Alonso, especialment, van portar moltes de les seves cançons als escenaris de varietats; altres, es van imprimir en rotlles per a pianola. Per la seva vinculació a aquest camp, propi dels teatres del Paral·lel barceloní, Costa va ser també autor d'una obra teatral, La vestal.
Compongué cançons en català, la més destacada de les quals La mare; amb lletra de Manuel Sugrañes i Albert, molt posteriorment el cantant Dyango la divulgà en concerts i enregistraments. De resultes de la popularitat aconseguida, corals i cantants diversos l'han incorporada al repertori, en versions deutores especialment de l'adaptació moderna d'en Dyango.

### El novio de la muerte
En la producció en castellà d'en Joan Costa hi destaca especialment, pel ressò aconseguit, el cuplet El novio de la muerte, amb lletra de Fidel Prado Duque. Als primers dies de juliol del 1921, al madrileny estudi de Modesto Romero (futur compositor de La canción del legionario) es va fer una audició privada d'una cançó lleugera que en Costa havia compost, i la "cançonetista" Lola Montes decidí adoptar-la per a un espectacle de varietats que estava preparant. A mitjans de mes presentà la cançó al teatre "Vital Aza" de Málaga amb gran èxit. Els dies 30 i 31 del mateix juliol la interpretà al teatre Kursaal de Melilla per a un públic format, en part, per militars commoguts pel recent desastre d'Annual, que aclamà entusiàsticament la cançó. Posteriorment la van cantar altres figures de la cançó lleugera, com Salud Ruiz, Manolo Derkas i altres. En l'adopció com a música legionària se li va canviar el ritme, perquè fos una marxa i posteriorment (1952), Emilio Ángel García Ruiz, director de la banda de música del Tercio, n'adaptà el ritme per tocar-la com a marxa de processó.
En la versió de marxa ha estat enregistrada repetidament per bandes militars i, normalment, en reculls antològics.

## Obres
Selecció, que comprèn tant peces signades "Costa" com signades per "Requena"
- Abandonada, couplet (1916)
- Canta tenora (1925), sardana amb lletra de Manel Noel[n 5]
- Carita de emperaora (~1927), cançó amb lletra d'A. Méndez, enregistrada<ref[d 4]
- El 14 d'abril, cançó patriòtica (1931), amb lletra de Josep Maria Millan
- De la vega valenciana (1918), amb lletra de J. Fernandez Caireles
- El fill de ningú (1925), cançó
- Luces de Viena, amb música de R. Adam i J.Costa
- La luz de tus ojos, cuplet (~1922), amb lletra de Juan Misterio, enregistrada[d 5]
- Mi Luis, cuplet (~1917), amb lletra de Rafael Calleja Gómez
- Mossèn Cinto Verdaguer, sardana-himne (1926), amb lletra de Manel Noel
- Muñecos, cuplé (1925), amb lletra de José María Millán Álvarez[7]
- El novio de la muerte (~1921), cuplet amb lletra de F.Prado, enregistrada
- Periodista del amor, cuplet (~1927), amb música de R. Adam i J.Costa
- Rico mate, tango argentino, enregistrat[d 6]
- La Riteta ha tornat de París (1925), amb lletra de Manel Noel
- La rumba del amor, amb lletra de Juan Misterio
- Tin, tilín, fox (1925), cançó amb lletra d'Antonio Graciani, enregistrada[d 7]
- La tonadilla, cuplet (~1927), amb lletra de Joan Picot i Bernabé
- La Venta del Mochuelo (1926), amb lletra d'A.Méndez, enregistrada per Mercè Serós
- Virgencita cordobesa (~1927), cançó amb lletra d'A. Méndez, enregistrada[d 4]

- Cançons amb lletra d'A.Lopera Barca: Arrepentimiento (1927);[d 8] Boabdil (1927); Genio y figura (1927); Guay (1928[d 1]); Vaya sal (1927[d 7])
- Cançons amb lletra d'Enrique Nieto: La berlinesa, fox-trot (música d'Eveli Burrull i Brusosa i J. Costa); Bibelot, fox-trot (1925), lletra de Soller i música de J.Esteve i J. Costa; La campana, cuplet aldeano (1915);[8] El Chiripá, auténtico pericón (~1917), música de R. Adam i J. Costa; Cuando el río suena (~1922), música d'Eveli Burrull i J. Costa; Diego Montes, cuplet (1921);[d 9] El fakir, fox-trot (1925); ¡Fue un sueño!, historieta (~1921); La gloria de tu cara (~1919); Hispana tirana (música de R. Adam i J. Costa);[9] Juan Manuel, historieta (~1919[d 9]); El matrimonio, cuplé; Mi riojana (~1927); La Mistinguett, fox-trot (~1919), amb lletra d'E. Nieto i M. Sugrañes (Castañar), música de R. Adam i J. Costa[d 5]; Mocita serrana (~1927[d 8]); La mozuca, cuplet aldeano (~1920); La niña de la bola, fox-trot (~1920); S.M. el fox-trot (~1914); La Trinidad (1922[n 6]); La tuna estudiantil (~1921), música d'E. Burrull i J. Costa; La vestal (1921), sarsuela en un acte;[n 2] Violett, fox-trot (~1923), música de P. Godes i J. Costa
- Cançons amb lletra de Fidel Prado: El amo del cortijo (~1920); La cruz de guerra, pasodoble jota (1921);[7] El novio de la muerte (1921[d 3]); El reto (1924)
- Cançons amb lletra de Manuel Sugrañes: Filomena (1923, cuplet en català); Lolinett, fox-trot (~1920); La mare, enregistrada diverses vegades (1923);[d 2] La modernista, fox-trot (~1919), amb lletra de Castañar i música d'E. Clarà i J. Costa; Pericón del amor (1928[d 1]); Ric-Ric, souper revue; Soy de Hungría; El trono de Faraón: couplet del Thutum-Jhamen
- Cançons amb lletra de Delfí Villán: Bandera de amor, fox-trot (1926); Bombonera del amor, fox-trot[d 1]; Canastilla de flores (1929); Lejos de allí (1927[d 1]); Mi sombrero cordobés; Muy nerviosa, cuplé (~1930); Pericón ranchero (1926); El Pico de la Paca, pasodoble-marcha; El sombrero cordobés (1925); Tierra de pinares, canción segoviana (~1922); La última moda (1927)

### Enregistraments
1. 1 2 3 4 5  DC doble  Mercedes Serós, la reina de la canción moderna española 1924-1932 [recopilatori].  Barcelona: Blue Moon, 2000.
2. 1 2  DC Dyango. Quan l'amor és tan gran.  Sabadell: PICAP, 1998.
3. 1 2  DC Banda del tercio "Duque de Alba". Todo Legión.  Sevilla: Efen Record, 2002.
4. 1 2  Reproducció: García, Pilar (veu); Gelabert, Concordi (direcció de l'orquestra). Disc de 78 r.p.m., sense títol.  Barcelona: Compañía del Gramófono, ~1927.
5. 1 2  Reproducció: Serós, Mercè, i Orquestra. Disc de 78 r.p.m., sense títol.  Madrid: Fadas, ~1915.
6. ↑  Banda Odeón. Disc de 78 r.p.m., sense títol.  Barcelona: Odeón, s.d..
7. 1 2  Reproducció: Serós, Mercè (veu); Gelabert, Concordi (director), i Orquestra. Disc de 78 r.p.m., sense títol.  Barcelona: Compañía del Gramófono, 1927.
8. 1 2  Reproducció: Garcia, Pilar, i Orquestra. Disc de 78 r.p.m., sense títol.  Barcelona: Compañía del Gramófono, 1927.
9. 1 2  Alonso, Pilar (veu). Disc de 78 r.p.m., sense títol.  Barcelona: Gramófono-Odeon, ~1921.